# Орденська колодка

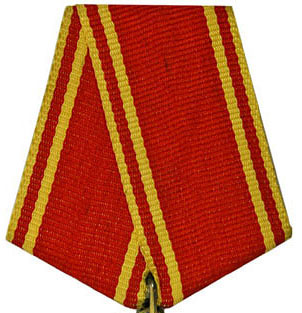
Колодка радянського ордена Леніна

Орденська колодка, колодка, колодочка (в текстах описів ордену або медалі) — конструктивна частина нагороди (медалі або ордену), яка є прямокутною, п'ятикутною або іншою металевою пластиною; з лицьового боку вона обтягнута орденською стрічкою, зі зворотного боку має шпильку або спеціальний болт для прикріплення до одягу.

## Використання
При носінні на лівій стороні грудей двох і більше орденів з п'ятикутними колодками, а також при носінні медалей разом із зазначеними орденами їх колодки з'єднують у ряд загальної планки (не слід плутати цю конструкцію з орденськими планками), причому верхні сторони колодок повинні примикати один до одного, Утворюючи безперервну пряму лінію, а кожна колодка, розташована праворуч, повинна перекривати собою ліву.
Такі об'єднані між собою колодки замовляються та виготовляються у спеціальних майстернях. Зазвичай вони кріпляться на одну загальну шпильку. Розташування нагороди регламентується відповідними документами.

## Мініатюрні медалі

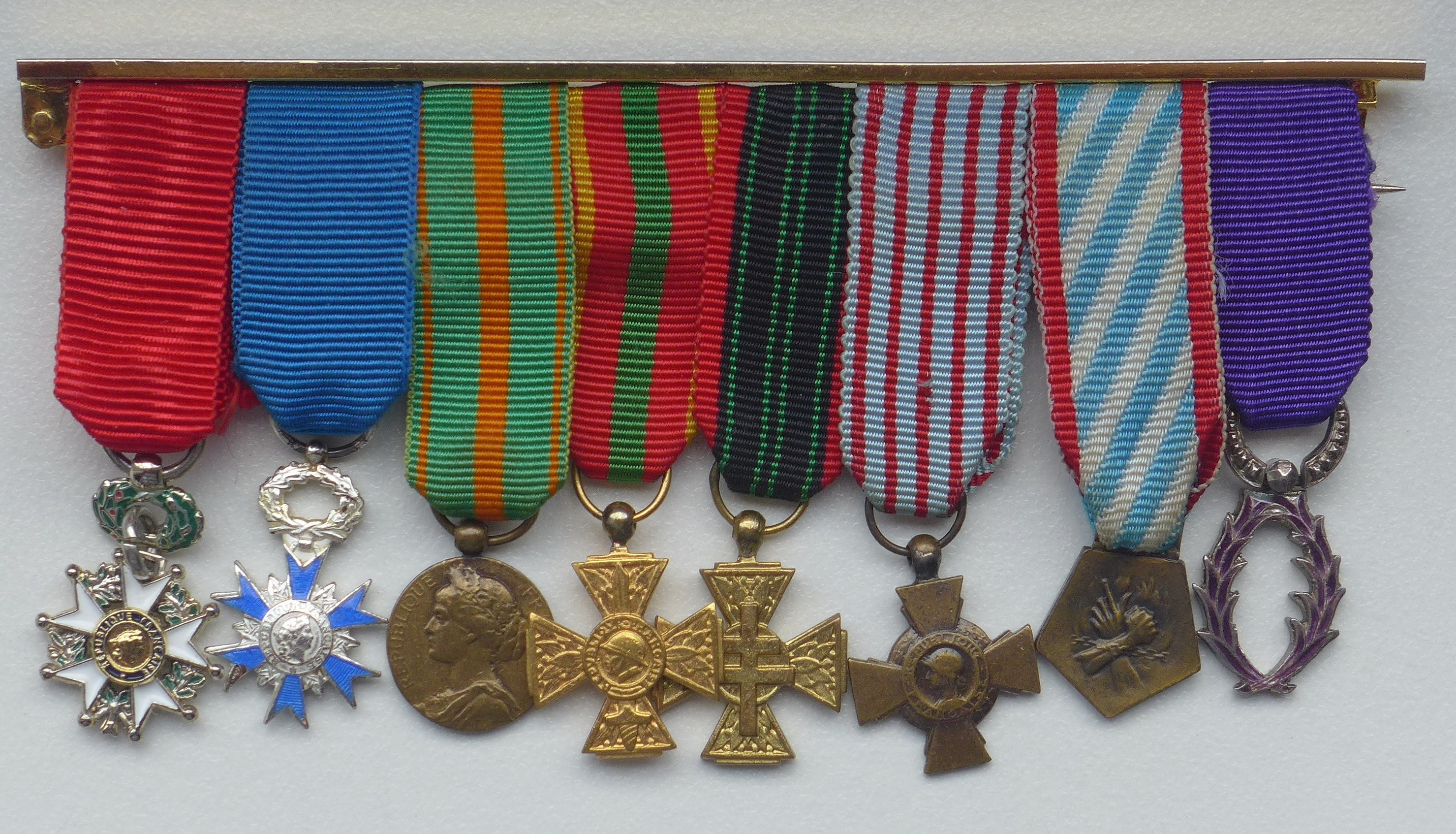
Французька мініатюра орденська застібка Мелані Бергер-Волле (2019)

Існують також орденські планки, зроблені з мініатюр оригінальних нагород.

## Ланцюг фрака

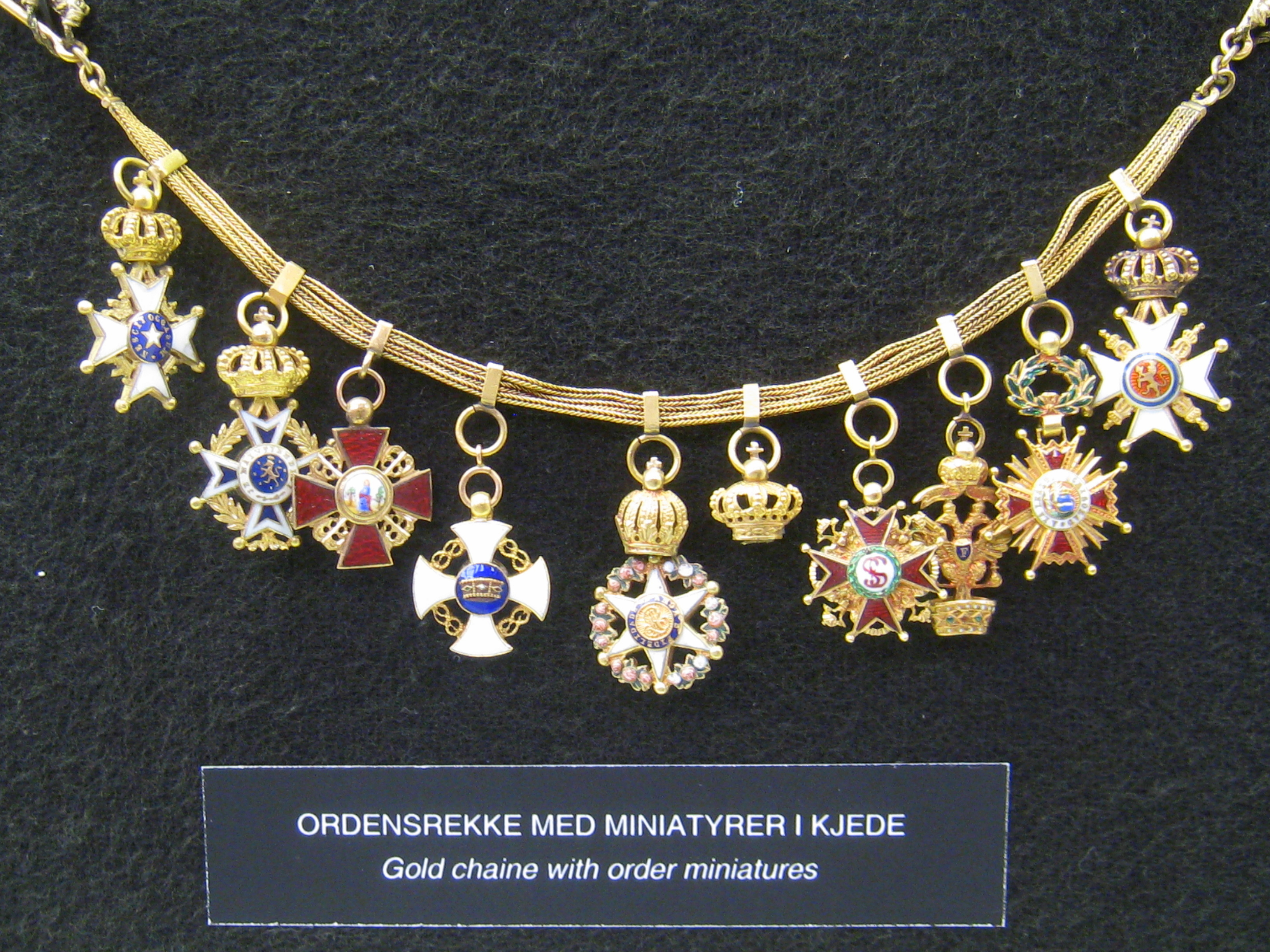
Золотий ланцюжок з мініатюрними орденами, з колекції дона Педро Крістоферсона. У музеї Фрам, Осло, Норвегія.

Нагрудні знаки меншого розміру без стрічки носять як ланцюжок фрака (також орденський ланцюг ) на цивільному одязі.

## Унікальності
П'ятикутні колодки великою мірою схожі один на одного, серед них виділяється «Медаль Ушакова», у якої поверх лицьової сторони колодки розміщений мініатюрний якірний ланцюг.